# Evelyn
Evelyn je ime.

## Osobe s imenom Evelyn
- Evelyn Ashford (rođena 1957.), američka atletičarka
- Evelyn Billings (1918. – 2013.), australska liječnica
- Evelyn De Morgan (1855. – 1919.), engleska slikarica
- Evelyn McHale (1923. – 1947.)
- Evelyn de Rothschild (rođen 1931.), britanski bankar
- Evelyn Waugh (1903. – 1966.), engleski pisac